# Juanito Aragonés Ferri
Juanito Aragonés Ferri (Roquetes, 1940 – 13 de gener de 2021) va ser un músic, cantant i versador de jota.
Juanito Aragonés, fill de músic, va iniciar la seva carrera musical amb l’orquestra del mestre Enrique Cortés, i més endavant, va passar a formar part de la mítica orquestra Telstar de Roquetes. També va formar part del grup musical Rebeldes d'Amposta.
Aragonés va nàixer amb cataractes congènites, una malaltia ocular que li comprometia la visió, i des de ben petit es va aficionar a la música, adonant-se que sabia portar els ritmes i que li agradava cantar. Aragonés va posar música a himnes ebrencs com El carrilet de la Cava, una de les cançons més identificatives de les Terres de l’Ebre, incorporada després al repertori de Quico el Célio, el Noi i el Mut de Ferreries.
L’any 2010 obté el Premi Ebrenc Líder 2010. L’any 2015, l’Escola de Música tradicional Lo Canalero de Roquetes i l’Associació Espai de So organitzen la I Vetlada de Versadors de Roquetes: homentage a Juanito Aragonés on participen cantadors d’arreu dels Països Catalans.
L’any 2018, l’Ebrefolk al Castell de Móra d’Ebre li va retre homenatge a la seva trajectòria com a versador de jotes. Al llarg dels anys va participar en diferents edicions del Tradicionàrius de les Terres de l’Ebre, que se celebra a Roquetes cada agost, en la seva vessant de versador de jotes.
Juanito Aragonés fou un dels protagonistes de la sèrie Docuretrats de la Universitat Rovira i Virgili, sèrie creada pel documentalista ebrenc Josep Juan i Segarra.